# La antena (película de 2007)
La antena es una película argentina fantástica-dramática de 2007 escrita y dirigida por Esteban Sapir y protagonizada por Alejandro Urdapilleta, Rafael Ferro, Florencia Raggi, Julieta Cardinali y Valeria Bertuccelli.

## Sinopsis
Una ciudad entera se ha quedado sin voz y vive bajo un largo y crudo invierno. Un hombre malvado y sin escrúpulos, el Sr. T.V., dueño absoluto de las imágenes que animan esta ciudad y de una extensa cadena de productos bajo su sello personal, lleva adelante un siniestro plan secreto para someter eternamente a cada una de las almas que habitan este lugar. Para construir este monopolio ha financiado la creación de una peligrosa máquina que transmite hipnóticas imágenes por la pantalla del televisor para inducir al consumo compulsivo de los productos con su sello.

## Reparto
- Alejandro Urdapilleta ... Sr. TV
- Rafael Ferro ... El Inventor
- Florencia Raggi ... La Voz
- Julieta Cardinali ... Enfermera
- Valeria Bertuccelli ... Hijo del Sr. TV
- Ricardo Merkin ... El Abuelo
- Sol Moreno ... Ana
- Jonathan Sandor ... Tomás
- Raúl Hochman ... El Hombre Ratón
- Carlos Piñeiro ... Doctor Y (acreditado como Carlos Piñeyro)
- Camila Offerman ... Chica Hada
- Alejandro Regueiro ... Hombre Silueta
- Christian Amat ... Hombre Silueta
- Federico Miri ... Hombre Silueta
- Paulina Sapir ... Chica Vestida de Blanco
- Silvia Okeksilein ... Madre
- Vicenzo Mazzei ... Niño/Niña
- José Manuel Díaz ... Boxeador 1
- Fabián Díaz ... Boxeador 2
- Gastón Pratt ... Comentarista (como Gastón Prat)
- Diana Szeinblum ... Cantante del bar
- León Dogodny... Hombre viejo en el experimento
- Daiana Cincunegui ... Chica en el combate de boxeo
- Leticia Mazur ... Bailarina 1
- Griselda Siciliani ... Bailarina 2
- Gustavo Pastorini ... Hombre en la calle (sin acreditar)